# The B.C. Era Deuce EP
The B.C. Era Deuce EP — другий мініальбом американського репера Боббі Кріквотера, випущений на Shady Records, Interscope Records та BGOV Media Group, власному лейблі репера. Реліз містить 11 пісень, більшість з яких спродюсував сам Кріквотер та D. Focis. Спочатку планувалося випустити його обмеженим виданням 4 березня, проте згодом реліз перенесли на 18 березня, а пізніше — на 1 травня, щоб додати більше записів з участю запрошених гостей. Альбом містить пісні з участю Джиммі Кревіті, Чарлі Скрілла, Stat Quo та ін.

## Список пісень
| #   | Назва                                             | Продюсер         | Тривалість |
| --- | ------------------------------------------------- | ---------------- | ---------- |
| 1.  | «Him & Her (Skit)»                                |                  | 0:52       |
| 2.  | «Hey»                                             | Bobby Creekwater | 2:38       |
| 3.  | «Throw da Deuce»                                  | Bobby Creekwater | 3:32       |
| 4.  | «The Message (Skit)»                              |                  | 0:15       |
| 5.  | «Dreamin» (з участю Bohagon та Mykel)             | D. Focis         | 2:52       |
| 6.  | «Winner» (з участю Jimmy Cravity)                 | Bobby Creekwater | 3:33       |
| 7.  | «Spaceship»                                       | Junior Varsity   | 3:53       |
| 8.  | «Ridin Muzik» (з участю Charlie Skrill)           | D. Focis         | 3:16       |
| 9.  | «Tryin to Make It» (з участю Stat Quo та Sandman) | D. Focis         | 3:50       |
| 10. | «B.C. Era»                                        | D. Focis         | 3:00       |
| 11. | «Make Believe»                                    | Bobby Creekwater | 4:09       |